# Zvuki Mu (альбом)
«Звуки Му» (за рубежом — Zvuki Mu) — третий студийный альбом группы «Звуки Му», выпущенный в Британии и спродюсированный английским музыкантом Брайаном Ино, с которым группа познакомилась ещё в 1987 году в гостинице «Интурист». Впоследствии Ино признался Артемию Троицкому, что «видит в Мамонове какой-то очень древний архетип. Брайан сказал, что в этом есть что-то пугающее даже — такое ощущение, что человек вылез из Средневековья». В России альбом был издан лишь в 1998 году.
В 2010 году альбом занял 31-е место в списке «50 лучших русских альбомов всех времен», составленный журналом «Афиша» по итогам опроса молодых российских музыкантов.

## О создании альбома
В этот альбом вошёл материал двух ранее записанных концертных программ «Простые вещи» и «Крым». Однако в процессе записи возникло противоречие в звучании материала, что и поставило на сотрудничестве точку: Мамонов стремился к «гладкому» звучанию, отказываясь от новаторских приёмов Ино.

По результатам своего первого приезда Брайан решил записать альбом «Звуков Му». История этой записи достаточно травматичная — я об этом писал и в книге и, по-моему, в аннотации к русскому изданию альбома. Брайану хотелось записать диск, который бы в звуковом отношении как-то подчёркивал или дополнял дикость «Звуков Му» и их своеобразие, а Пете, наоборот, хотелось, чтобы всё было чисто, гладко, максимально культурно, и чтобы они звучали как Брайан Ферри. Это был случай, когда нашла коса на камень — в данном случае косой был тонкий и острый Брайан Ино, а камнем был тупой Мамонов. И камень эту косу покорёжил. Петя был категорически против тех сведений, тех звуковых продюсерских инноваций, которые предлагал Ино. Поскольку Петя был человеком русским и брутальным, а Ино — английским и деликатным, то Ино в конце концов махнул рукой и записал и свёл альбом таким образом, как хотелось Мамонову. В результате получилась, на мой взгляд, пластинка довольно посредственная. Я думаю, что из всех продюсерских работ Брайана Ино едва ли не худшая.
— Артемий Троицкий
С выходом LP на курируемом Ино лейбле Opal, который не стремился к популярности, у группы прошли гастроли на Западе. В целом альбом не стал популярным, хотя американский критик Роберт Кристгау и выставил пластинке довольно высокую оценку (B). Совместно с группами «АукцЫон», «Ва-БанкЪ» и певицей Екатериной Суржиковой 1 февраля 1989 года «Звуки Му» дали концерт в Берлине, а спустя несколько месяцев дали ряд концертов во Франции вместе с «Кино» и «АукцЫоном».

## Список композиций
| №   | Название                      | Длительность |
| --- | ----------------------------- | ------------ |
| 1.  | «Источник заразы»             | 2:51         |
| 2.  | «Сумасшедшая королева»        | 3:48         |
| 3.  | «Забытый секс»                | 5:41         |
| 4.  | «Ноль минус один»             | 3:13         |
| 5.  | «Отвяжись»                    | 4:19         |
| 6.  | «Крым»                        | 2:10         |
| 7.  | «Гадопятикна»                 | 6:19         |
| 8.  | «Бумажные цветы»              | 2:01         |
| 9.  | «Постовой (ежедневный герой)» | 3:45         |
| 10. | «Зима»                        | 3:03         |

| №   | Название             | Длительность |
| --- | -------------------- | ------------ |
| 10. | «Зима (dance remix)» | 5:14         |

## Участники записи
- Пётр Мамонов — акустическая гитара, голос, музыка, тексты;
- Алексей Бортничук — гитара;
- Александр Липницкий — бас-гитара, автор музыки;
- Алексей Павлов — ударные, труба;
- Павел Хотин — клавишные, бэк-вокал.

## Издания
- 1989, LP/CD/MC, OPAL Records, Великобритания
- 1998, CD/MC, Отделение «Выход», Россия
- 2013, LP, Мирумир, Россия
- 2014, CD, Отделение «Выход», Россия